# Sury-aux-Bois
Sury-aux-Bois är en kommun i departementet Loiret i regionen Centre-Val de Loire strax norr Frankrikes mitt. Kommunen ligger i kantonen Châteauneuf-sur-Loire som tillhör arrondissementet Orléans. År 2022 hade Sury-aux-Bois 775 invånare.

## Befolkningsutveckling
Antalet invånare i kommunen Sury-aux-Bois
| Referens: INSEE |